# فرودگاه تک‌بانده آلپاین
فرودگاه تک‌بانده آلپاین (به انگلیسی: Alpine Airstrip) یک فرودگاه خصوصی با کد یاتا DQH است که یک باند فرود شن دارد و طول باند آن ۱۵۲۴ متر است. این فرودگاه در شهر Deadhorse, Alaska کشور ایالات متحده آمریکا قرار دارد و در ارتفاع ۵ متری از سطح دریا واقع شده است.